# ایستگاه متروی خیابان تاتنهام کورت
ایستگاه متروی خیابان تاتنهام کورت (به انگلیسی: Tottenham Court Road tube station) یک ایستگاه از خط مرکزی و از خطوط متروی لندن است که در نزدیکی سیرک سنت گیلز قرار دارد و در ۳۰ ژوئیه ۱۹۰۰ افتتاح شده‌است.

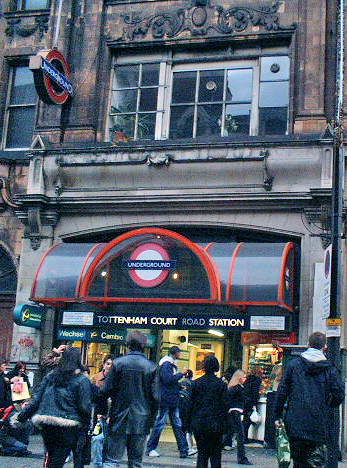

## نگارخانه

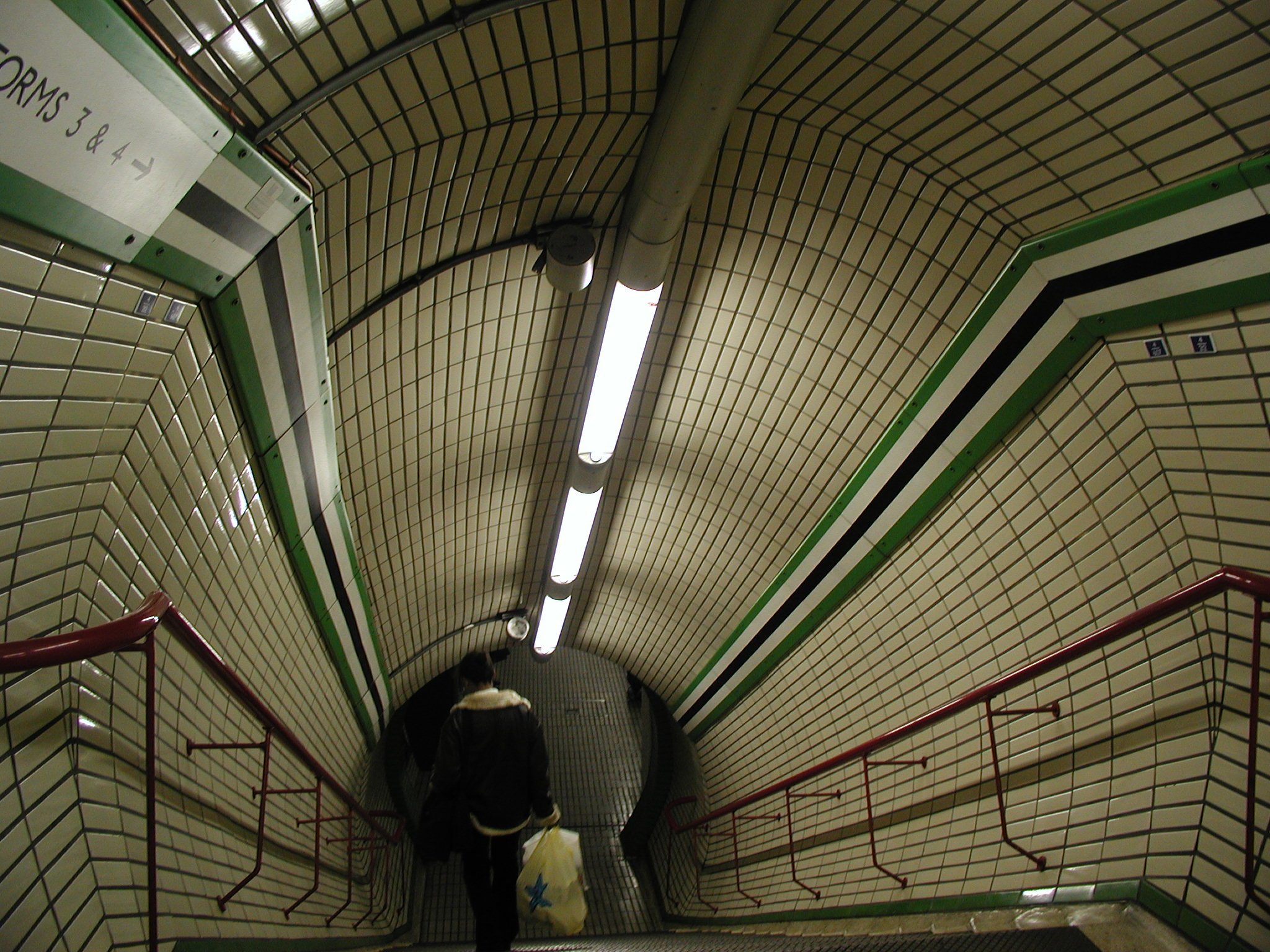
Staircase leading down to Northern line platforms
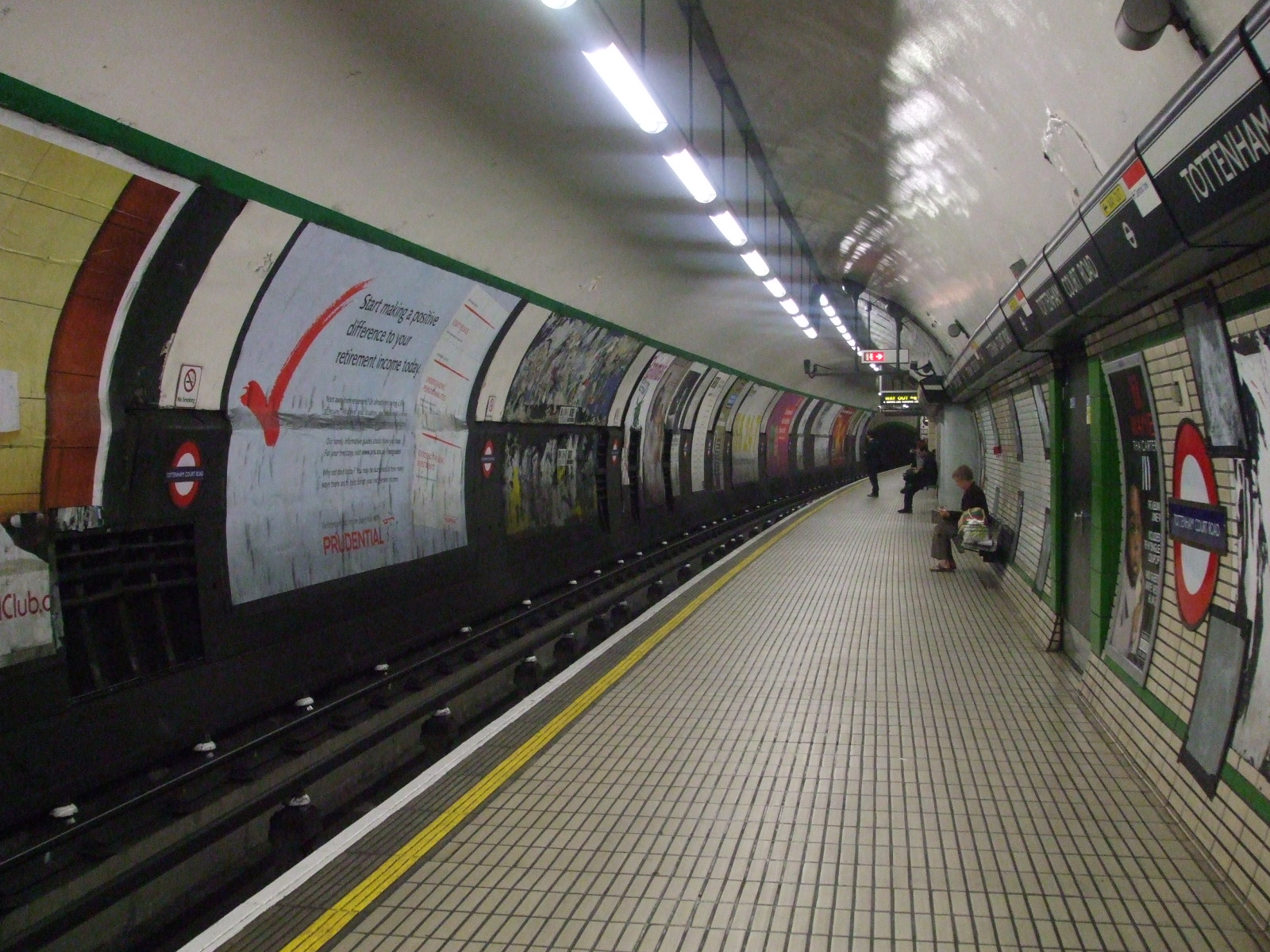
Northbound Northern line platform, looking north
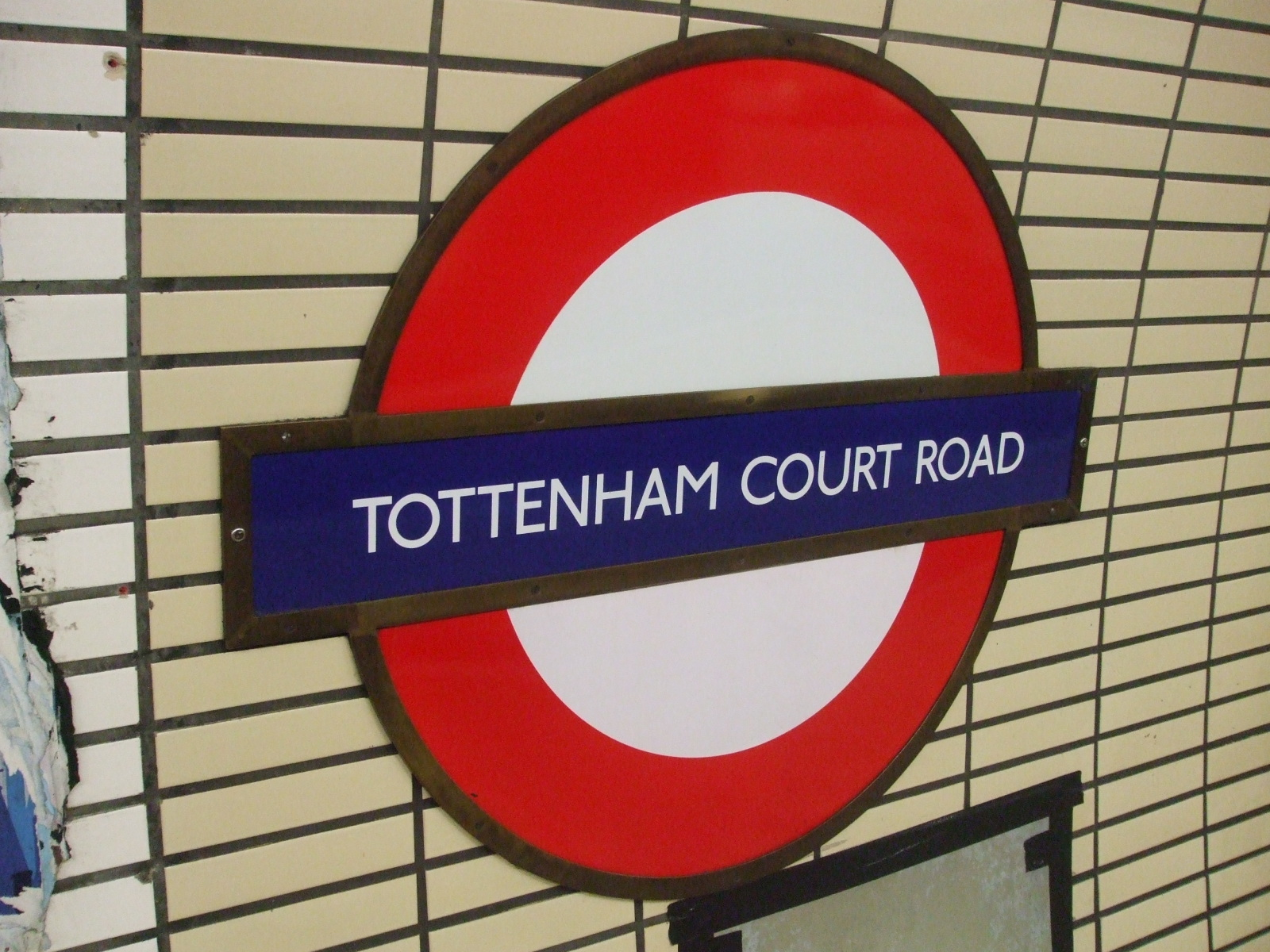
Roundel on northbound Northern line platform